# 宝生院のシンパク
宝生院のシンパク（ほうしょういんのシンパク）は、香川県小豆郡土庄町上庄中筋412の宝生院境内にあるイブキ（シンパク、真柏）。国指定特別天然記念物（1955年8月22日指定）。日本国内最大のイブキである。

## 特色

### 立地

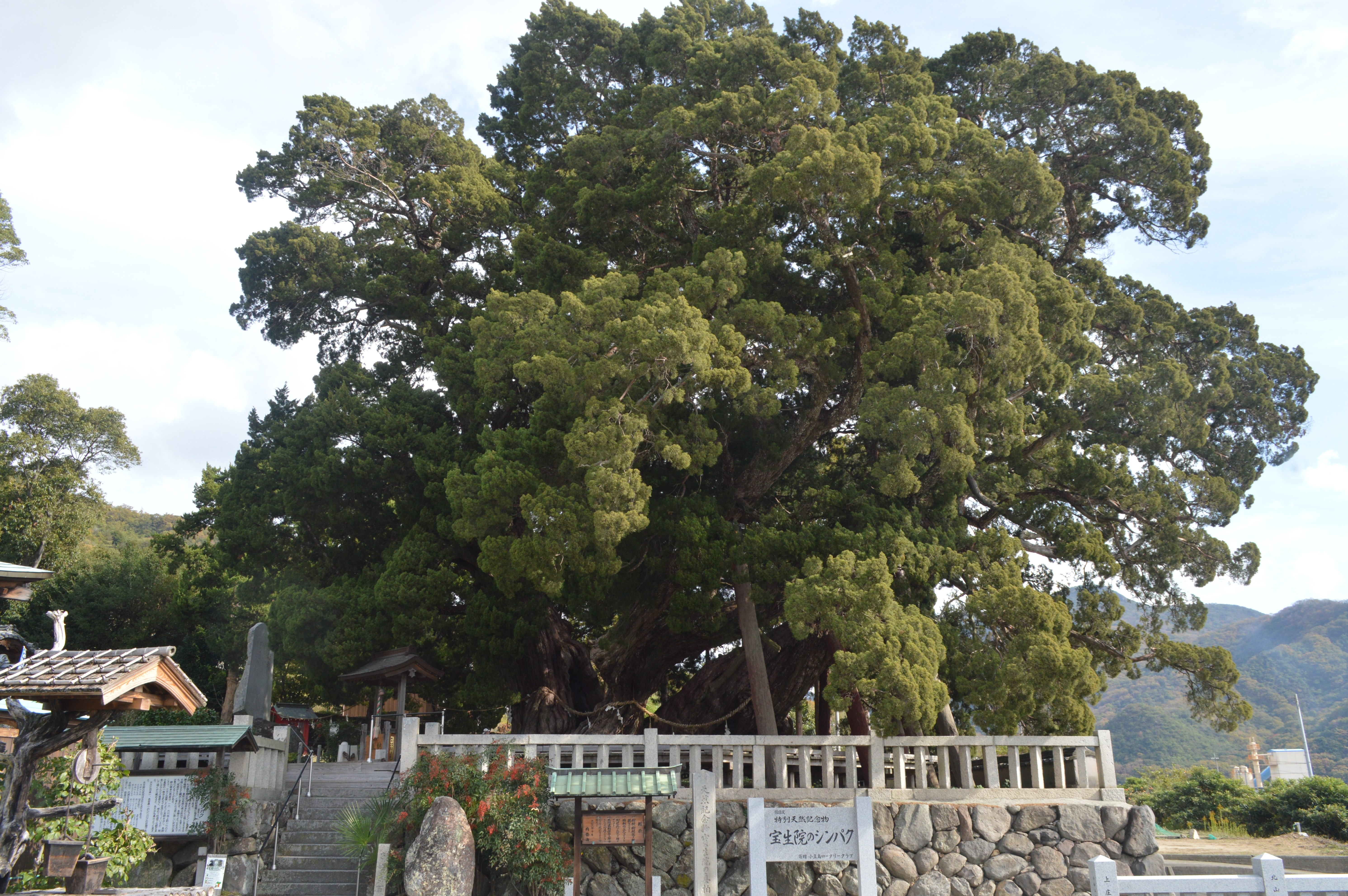
全景

小豆島の西部にある宝生院の境内にある。宝生院は皇踏山の南麓の谷に位置し、地下水が豊富で日あたりの良い土地である。明治初頭までは周囲が森となっており、落葉落枝が堆積して良好な土壌を構築していたとされる。小豆島にはウバメガシ林などに野生のイブキも見られるが、あまり大きな個体はないとされる。
宝生院のシンパクは土庄町のシンボルとされる。所有者は宝生院であるが、管理団体は土庄町である。毎年正月には長さ18メートル、太さ7センチほどのしめ縄が巻かれる。なお、土庄町黒岩の円満寺でも「円満寺のシンパク」が土庄町天然記念物に指定されている。

### 規模・価値
幹周りは16.9メートル、樹高は20.9メートル。地上1メートルの地点から三方に支幹が伸びており、西方の支幹の幹周りは6.2メートル、南方の支幹の幹周りは7.8メートル、北方の支幹の幹周りは7.3メートルである。樹冠は球状に近く、東西方向は24メートル、南北方向は23メートルに枝を広げている。
主幹の基部には空洞もあるが、樹勢はきわめて旺盛である。葉は全て鱗片状を呈しており、針状のものはない。林学者の本多静六は樹齢を約1600年と推定している。
既知のイブキとしては日本国内最大である。国指定特別天然記念物に指定された30件のみの植物のひとつであり、イブキとしては特別天然記念物に指定された唯一の個体である。

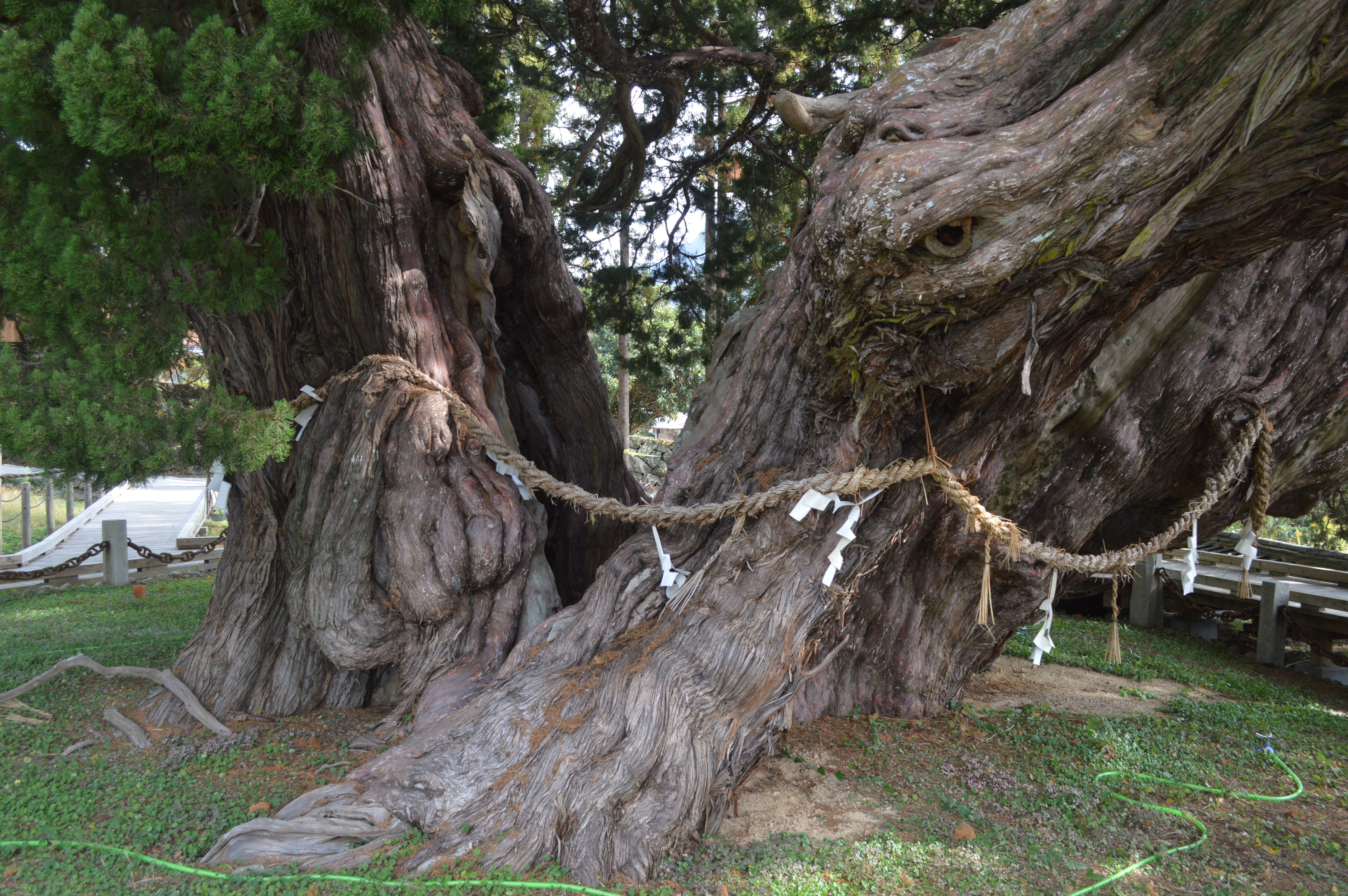
北方の支幹（左）と西方の支幹
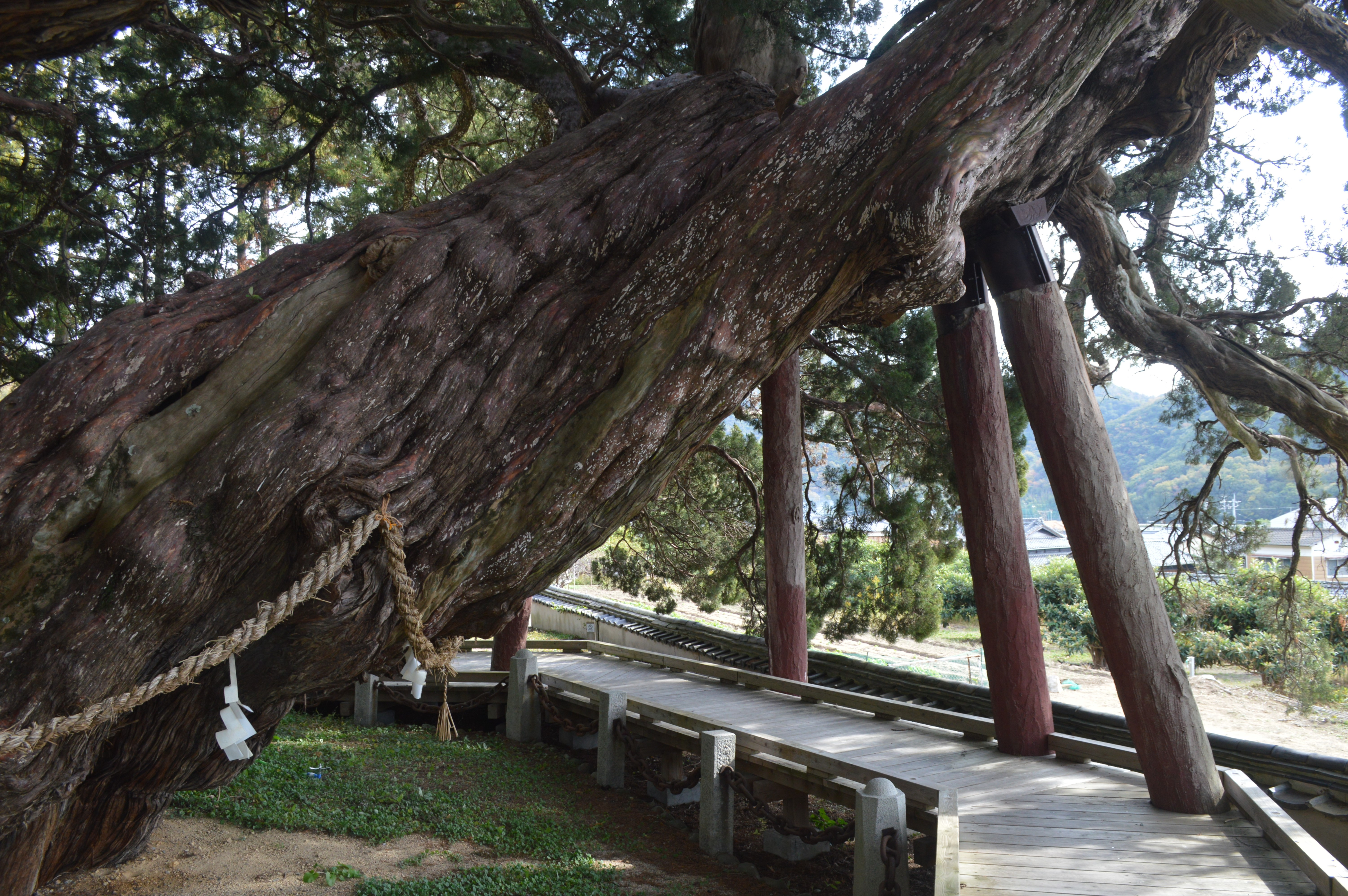
南方の支幹と木道
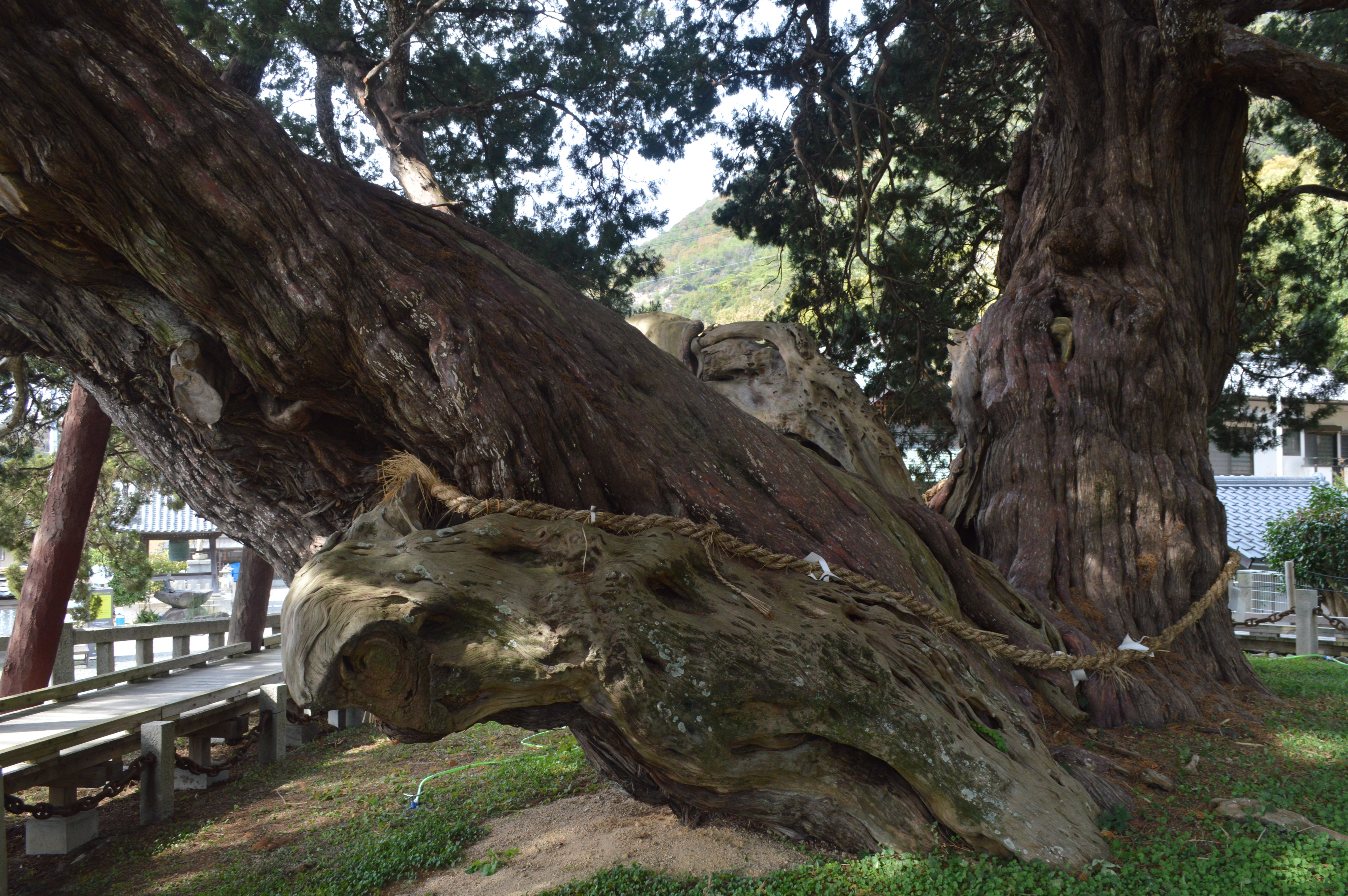
南方の支幹（左）と西方の支幹
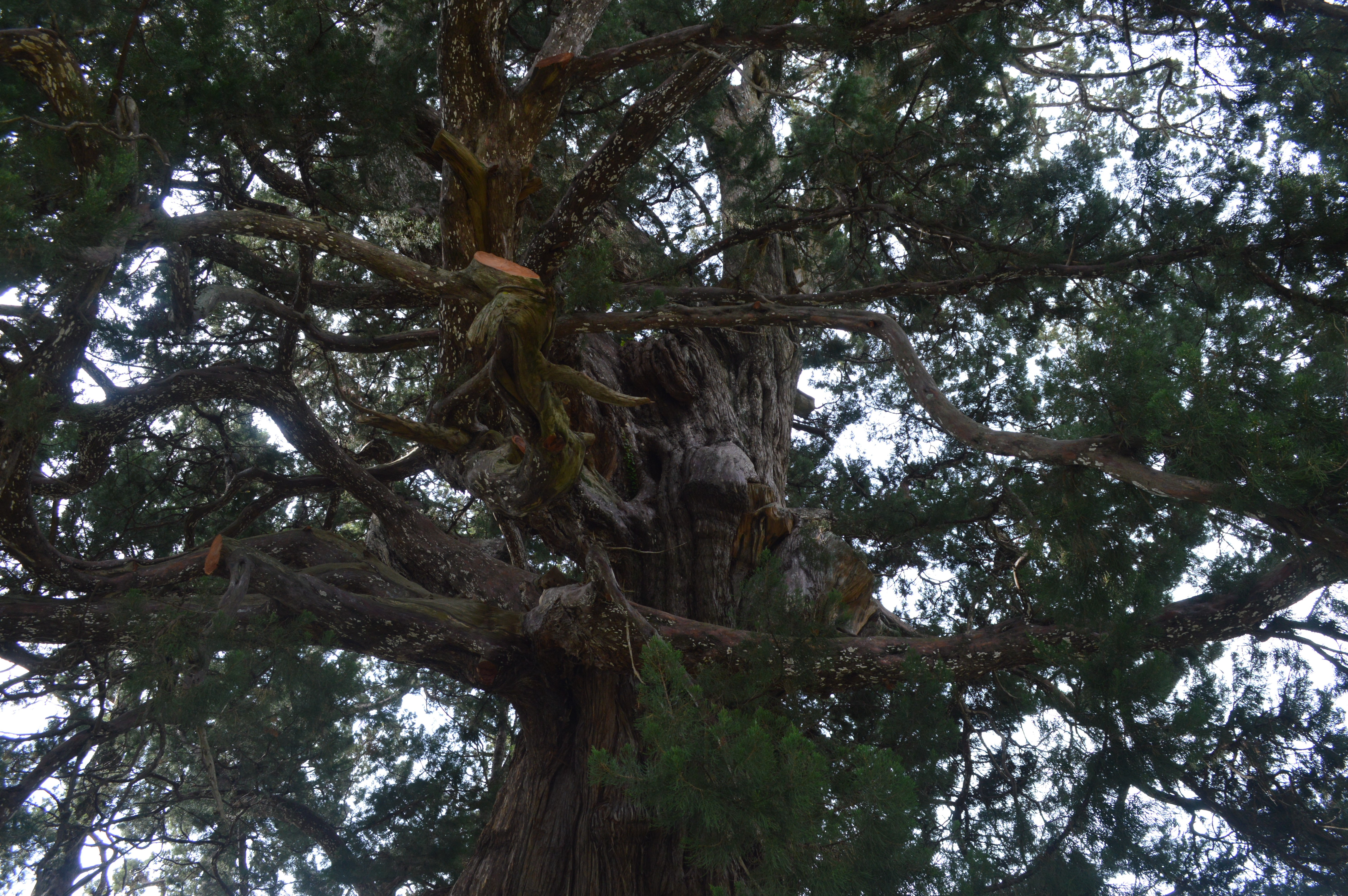
幹の上部と葉

## 歴史

### 伝承

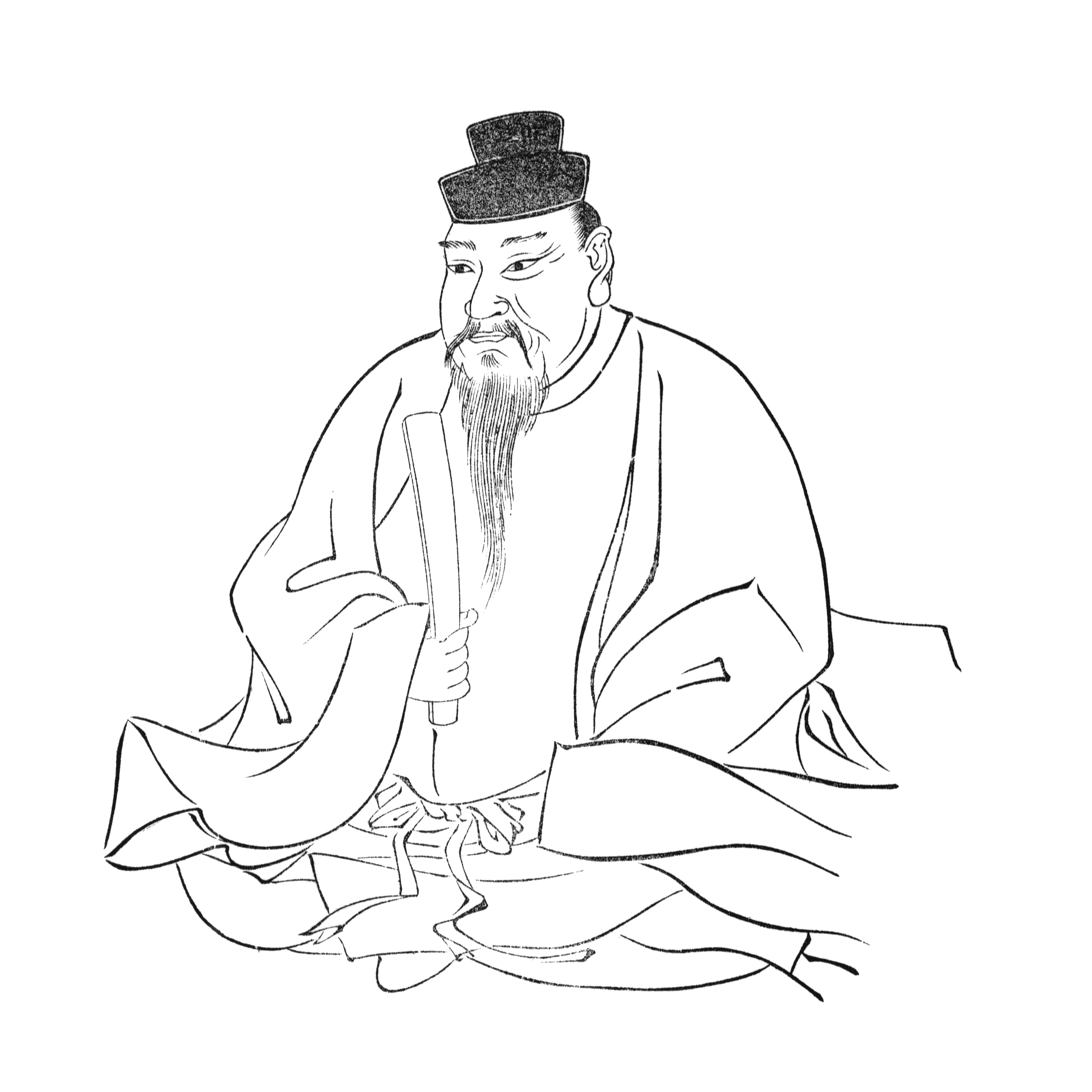
応神天皇

古墳時代、応神天皇が小豆島行幸の際に手植えしたという伝承がある。江戸時代には小豆島を代表する巨樹として認識されていたとされる。
1882年（明治15年）頃に宝生院の本堂が再建された際、シンパクを伐採・売却して再建費用に充てる案もあったが、篤志家が伐採計画を遺憾に思い、講を作って再建費用としたという。

### 天然記念物指定

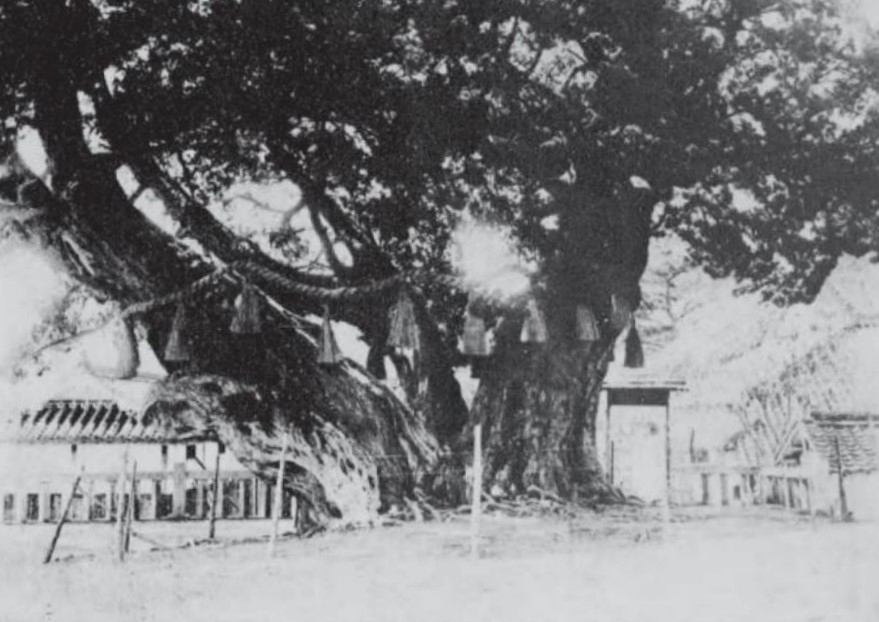
1922年のシンパク

1913年（大正2年）に刊行された『大日本老樹名木誌』には、イブキ（シンパク）の巨樹として11本が掲載されており、幹回5丈、樹高8間半とされた宝生院のシンパクは幹回りの観点で11本中最大だった。
1922年（大正11年）10月12日、国指定天然記念物に指定された。同年の『史蹟名勝天然紀念物調査報告 第34号』では、「所在 香川県渕崎村字北山宝生院境内 高松ヨリ汽船ノ到着地タル土庄ヨリ数町ニシテ 寳生院ニ達ス寺ハ海岸ヲ臨メル緩斜地ニアリテ其東北側ノ廣場ニしんぱく（眞柏）ノ巨樹アリ（第三・第四圓版）樹ノ西南側ニハ石柵ヲ設ク」とある。
1943年（昭和18年）の「小豆嶋名所図会」には宝生院が描かれており、境内の東側には大樹が描かれている。1943年（昭和18年）10月30日、植物学者の本田正次は小豆島を訪れて宝生院のシンパクを見学した。1955年（昭和30年）8月22日、国指定特別天然記念物に指定された。1965年（昭和40年）には支幹を支える支柱が設置され、今日でもこの際に設置された支柱が機能している。

### 近年の動向

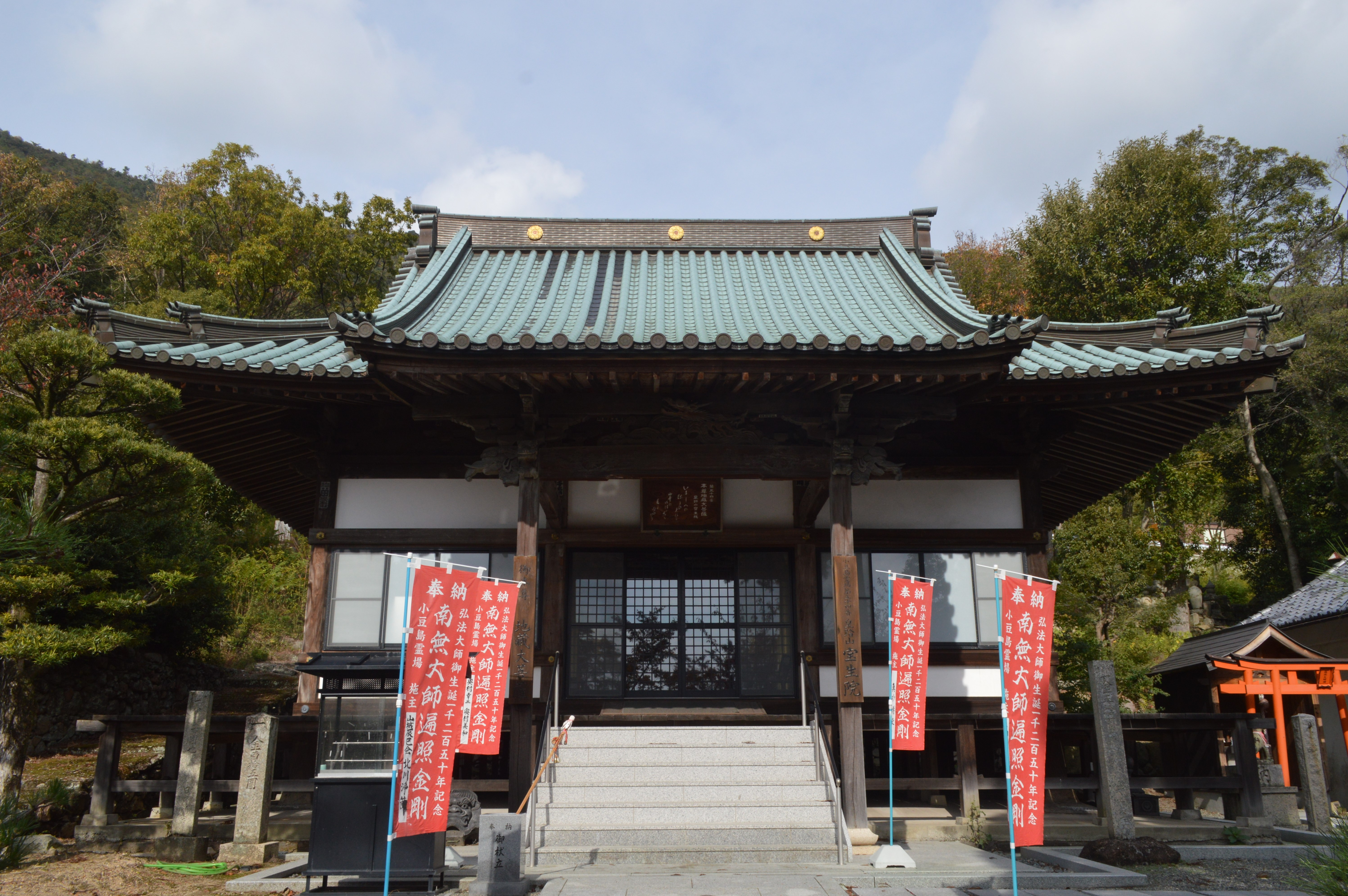
宝生院

2015年（平成27年）10月から11月には、小豆島で第22回「全国巨樹・巨木林の会」総会と第28回「巨木を語ろう全国フォーラム」が開催された。この際には多数の巨木愛好者らが宝生院のシンパクを見学し、保水力・透水性・通気性などの問題点が指摘された。2016年（平成28年）3月5日、地元有志らによって「宝生院のシンパク保存会」が設立された。保存会によってシンパクの周囲の木道の整備が行われ、2018年（平成30年）10月7日には完成竣工式が開催された。
2022年（令和4年）3月には土庄町教育委員会によって「特別天然記念物 宝生院のシンパク 保存活用計画書」が策定された。

## 交通アクセス
- 小豆島オリーブバス「北山」バス停から徒歩約5分
- 土庄港から車で約15分